# Rábai Imre
Rábai Imre (Mezőkovácsháza, 1926. július 9. – Budapest, 2019. szeptember 7.) magyar matematikus, matematikatanár, egyetemi adjunktus.

## Életútja
Mezőkovácsházán született 1926. július 9-én, Róth Imre néven. Zsidó iparos családból származik. Édesapja Róth Nándor (1897) asztalos, édesanyja Kohn Stefánia (1902) háztartásbeli. Egyetlen testvére Róth Tibor (1924). A család 1928-ban Szegedre költözött, ahol apja, két testvérével egy hajlított bútorokat gyártó üzemet alapított. A gyár 1944-ig nagyon szépen termelt. A politikát leszámítva boldog gyerekkora volt. Tanulmányait 1932-ben kezdte a Szegedi Zsidó Elemi Iskolában. Az elemi után gimnáziumba ment. Szegeden három állami és egy magángimnázium volt. Szülei 1936-ban az állami fenntartású Klauzál Gábor Gimnáziumba íratták, ahol matematikatanára, Simon Elemér észrevette, hogy számtanból magasan kiemelkedik a többiek közül. Ennek ellenére szülei iparosnak akarták adni. A szegedi Vegyipari Technikumban sikeresen elvégezte az egyéves előgyakorlatot. Ezután felvételi következett, ekkor ütközött először a numerus claususba. A matematika felvételi nem jelentett gondot számára, a legjobbak között szerepelt, származása miatt mégis elutasították. Így került 1941-ben a Baross Gábor Gimnáziumba.
1944-től a család férfi tagjait sorra hívták be munkaszolgálatra. 1944. június 6-án rá került a sor. Elsőként Hódmezővásárhelyre, majd később Nagykőrösre került. Itt október 14-ig tartózkodott, mikor is társaival együtt, erőltetett menetben, gyalog, elindították őket Németország felé, Wiener Neustadtba. Innen vonattal Dachauba vitték őket. Ez volt az első németországi láger, Münchentől mintegy harminc kilométerre. Néhány nap múlva átkerültek Mühldorfba, ahol kemény kényszermunkát végeztettek velük. Felszabadulásuk napja 1945. április 30-a volt. Németországból hazautazni csak hosszas betegeskedés után tudott. Szegeden édesanyja és bátyja várta. Ekkor tudta meg, hogy távolléte alatt apja életét vesztette. Később üzemüket is államosították. A későbbiek folyamán végül leérettségizett, de nem volt türelme tanulni. Úgy érezte, el kell telnie egy-két évnek, míg a történtek után teljesen helyre jön.
1950-ben Szegeden főiskolai diplomát, majd 1954-ben tanári oklevelet szerzett. Ezután több középiskolai és felsőoktatási intézményben tanított, valamint nagyon sok matematikai módszertani könyve és cikke jelent meg. Pályafutása során több díjat is kapott (1992: Magyar Köztársasági Aranyérdemkereszt, 2003: Rátz Tanár Úr-életműdíj, 2013: Apáczai Csere János-díj). 1992-ben végül nyugdíjazták.

## Névváltoztatás
Annak idején KISOK Sportegyesületnek nevezték a középiskolások sportegyesületét. Ebben nem vehetett részt, mivel minden sportból kitiltották a zsidókat. A Baross Gimnáziumban töltött évek alatt az iskola sportköre azonban nem tudta őt nélkülözni, mivel a legjobb sportolók közé tartozott. Így mikor egy szélsőjobboldali szervezet ellen kellett játszaniuk, kénytelen volt nevet változtatni. A háborúban mindenki a szovjet csapatokat várta, akik repülőiket „rata”-nak nevezték. Akkor úgy döntött, hogy Rátainak nevezi magát. Természetesen ez egyetlen alkalomra felvett név volt, de később, a háború után nevét egy betű eltéréssel Rábaira magyarosította.

## Rábai Imre és a matematika
A matematikával 1947-ben kezdett el újra foglalkozni, a háborúból való hazatérése után. 1948 szeptemberében kezdett neki komolyabban. Matematikatanár szeretett volna lenni.
Elsőként főiskolai diplomát szerzett Szegeden 1951-ben, később, 1954-ben az Eötvös Loránd Tudományegyetemen kapta meg tanári oklevelét. A Szegedi Tudományegyetem Bolyai Intézetében volt tanársegéd. Miután megnősült, 1956-ban Pécsre költöztek, ahol a Janus Pannonius Gimnáziumban tanított. Az 1956-os események miatt el kellett menniük Pécsről. Úgy gondolta, hogy „Annak idején Pesten lehetett eltűnni”. Pesten töltött első két évében a Toldy Ferenc Gimnáziumban tanított.
1958 és 1966 között vezető tanár volt a Fazekas Mihály Gimnáziumban. Ő kapta azt a megbízást, hogy tanítsa az első matematika tagozatos gimnáziumi osztályt. Ebbe az osztályba járt többek között Lovász László, aki az ELTE-n lett tanár, és 2014-től 2020-ig az MTA elnöke, Laczkovich Miklós és Major Péter, akik egyetemi tanárok és az MTA rendes tagjai.
1965–1992 között a BME Gépészkari Kara Matematikai Tanszék adjunktusa volt. Két évig irányította a budapesti matematika dolgozatok javítását. 1964 és 1990 között matematikából felvételiztetett, 1984 és 1999 között pedig felmérő lapokat készített a KöMaL „Mérőlapok” sorozatába.

## Díjai
- Magyar Köztársasági Arany érdemkereszt (1999)
- Rátz Tanár Úr-életműdíj (2003)
- Apáczai Csere János-díj (2013)

## Könyvei
- Lukácsné  Rábai: Eleget tudok-e matematikából? /1971, Minerva
- Lukácsné  Rábai: Feladatok és megoldások /1974, Gondolat
- Lukácsné  Rábai: Így könnyű a matematika /1968, 1974, Minerva
- Bellay  Rábai: Ez is, az is az elemi matematikából /1975, Gondolat
- Rábai: Elemi matematikai példatár 1. (Trigonometria  koordináta-geometria) /1972, Gondolat
- Rábai: Elemi matematikai példatár 2. (Algebra  geometria) /1973, Gondolat
- Rábai: Elemi matematikai példatár 3. (Sorozatok  sorok  válogatott feladatok) /1976, Gondolat
- Rábai: Elemi matematikai példatár 4. (Függvények  Jól felkészültem-e?) /1979, Gondolat
- Rábai: Készüljünk együtt matematikából /1985, Gondolat
- Rábai: Matematika érettségi, felvételi feladatok és megoldások 1991 / Calibra
- Rábai: Matematika érettségi, felvételi feladatok és megoldások 1992 / Calibra
- Rábai: Matematika érettségi, felvételi feladatok és megoldások 1993 / Calibra
- Rábai: Matematika érettségi, felvételi feladatok és megoldások 1994 / Calibra
- Rábai: Matematika érettségi, felvételi feladatok és megoldások 1995 / Calibra
- Rábai: Matematikai mérőlapok /1998, Műszaki
- Rábai: Feladatok a matematika felvételi előkészítő tanfolyamhoz /1998, BME
- Rábai: Felvételi és próbafelvételi feladatok 1999-2000 (Matematikai füzetek 1.) /2001, Typotex
- Fodor János - Horváth Attila - Rábai Imre - Székely Jenő: Matematikai feladatok I.
- Fodor János - Horváth Attila - Rábai Imre - Székely Jenő: Matematikai feladatok II.
- Monostory Iván - Rábai Imre: Matematikai III. kötet - Lineáris algebra  BME Gépészmérnöki Kar (J4-933) /1976, Tankönyvkiadó
- A kultúra világa  Matematika, fizika, kémia /1964, Közgazdasági és jogi könyvkiadó
- Matematika  a matematikai osztályok számára II. / 1979, Tankönyvkiadó

## Cikkei
- A trigonometrikus azonosságokról-A Matematika Tanítása (1958)
- Másodfokú egyenletrendszerek-A Matematika Tanítása (1959)
- Szöveges feladatok megoldása egyenlettel-A Matematika Tanítása (1960)
- Trigonometria alkalmazása térgeometria feladatok megoldásában-A Matematika Tanítása (1962)
- Koordináta-geometriai feladatok megoldása vektorok alkalmazásával-A Matematika Tanítása (1968)
- Koordináta-geometriai feladatok megoldási módszereiről (13)-A Matematika Tanítása (1968)
- Van-e megoldás? Hány megoldás van? I. (6)-A Matematika Tanítása (1976)
- Van-e megoldás? Hány megoldás van? II. (2)-A Matematika Tanítása (1976)
- Néhány megfordítható tétel (2)-A Matematika Tanítása (1976)
- Kétismeretlenes egyenletrendszerek-A Matematika Tanítása (1981)
- Vigyázat: szűkítő azonosság! (2)-A Matematika Tanítása (1985)
- Készítsünk egymásra épülő feladatokat! (3)-A Matematika Tanítása (1987)
- Van-e megoldás? III. (Szikszai József) (2)-A Matematika Tanítása (1977)
- Rábai-Pálmay-Scharnitzky: Mit kérdezünk felvételi vizsgán matematikából?-Matematikai Lapok 3-4. (1974)

## Rábai Imre az interneten
- Budapesti Fazekas Mihály Gyakorló Általános Iskola és Gimnázium egykori tanára
- Interjú Rábai Imrével Archiválva 2014. december 22-i dátummal a Wayback Machine-ben
- Rábai Imre könyvei az antikváriumban
- Matematikai Tanszék